# ميزانية الدولة لجمهورية أذربيجان
يتمثل أحد الجوانب الهامة للإصلاحات الاقتصادية في جمهورية أذربيجان منذ السنوات الأولى للاستقلال في تحديد أولويات السياسة المالية لاقتصاد البلاد. يقوم نظام ميزانية جمهورية أذربيجان على ميزانية جمهورية ناختشفان المستقلة والميزانيات المحلية لجمهورية أذربيجان. يعتمد نظام الميزانية على مبادئ الميزانية المدرجة في هذا النظام على أساس مبادئ واحدة واستقلالها. تستند وحدة نظام الموازنة إلى الربط البيني للميزانيات من خلال استخدام مصادر الإيرادات التنظيمية ، وإنشاء صناديق مستهدفة للميزانية وتقاسم الموارد المالية بين مستويات مختلفة من الميزانيات. يتمّ ضمان وحدة نظام الموازنة من خلال استخدام نفس تصنيف الموازنة ووثائق ونماذج الموازنة والتقارير الدورية حول تنفيذ الموازنة والتقارير الموجزة عن الميزانية وتقديمها إلى التشريع. يضمن استقلال الميزانيات الحق في تحديد اتجاه الإنفاق ضمن تصنيف الميزانية الموحد وفقًا للتشريعات. .

## تصنيف الميزانية
يطبق تصنيف الميزانية الموحد في جمهورية أذربيجان لضمان إمكانية المقارنة بين عمليات الميزانية لنظام الميزانية ومنظمات الميزانية ، فضلاً عن أموال الدولة من خارج الميزانية. يتكوّنُ تصنيف الميزانية من تصنيف إيرادات الميزانية، وتصنيف نفقات الميزانية على أساس المبادئ الوظيفية والاقتصادية والتنظيمية وغيرها من المبادئ. يتم تحديد تصنيف ميزانية الإيرادات والمحتوى الوظيفي والاقتصادي والتنظيمي وغيرها من خلال التشريعات.

## أموال الموازنة المستهدفة
يمكن إنشاء أموال الميزانية المستهدفة كجزء من ميزانية الدولة، وميزانية جمهورية ناخيتشيفان ذات الحكم الذاتي والميزانيات المحلية. يُمكن أن يكون لهذه الأموال مصادر دخل مستقلة. يتم تحديد الإيرادات والنفقات على أموال الميزانية المستهدفة بشكل منفصل في ميزانية الإيرادات والنفقات للمعاملات المالية ذات الصلة من خلال أذون الخزانة. يجب استخدام أموال صناديق الميزانية المستهدفة لهذا الغرض ولا يسمح بإنفاقها لأغراض أخرى. تدرج الأموال المتبقية في نهاية السنة في حسابات أموال الميزانية المستهدفة في إيراداتها في السنة التالية ، وتنعكس هذه الأموال في جانب الإنفاق في تلك الميزانيات عندما تتشكل أموال الميزانية المستهدفة عن طريق الخصومات من الميزانيات ذات الصلة دون مصادر الإيرادات المستقلة. سيتم إعادة الأموال غير المستخدمة إلى مصدر التمويل في نهاية العام.

## أموال الاحتياطي
يتم إنشاء صندوق احتياطي في ميزانية الدولة، وميزانية جمهورية ناغتشيفان المتمتعة بالحكم الذاتي والميزانيات المحلية ومقدار الضرر الذي يلحق بالكوارث الطبيعية وحالات الطوارئ الأخرى وعواقب أهمية الدولة والمحلية. تنتهي صلاحية صندوق الاحتياطي في نهاية سنة الميزانية. تمت الموافقة على قواعد استخدام الأموال الإحتياطية من قبل السلطة التنفيذية والبلديات ذات الصلة. يتم إنشاء صندوق إحتياطي لرئيس جمهورية أذربيجان لا يزيد عن 2 في المائة من نفقات الموازنة في ميزانية الدولة للتدابير الهامة للحياة الاجتماعية والاقتصادية للبلد، ولكن ليس للتمويل. تستخدم أموال صندوق الاحتياطي الخاص بجمهورية أذربيجان فقط في تمويل النفقات التي تحددها أوامر السلطة التنفيذية المعنية. لا يجوز إنفاق أموال صندوق الاحتياطي الخاص برئيس جمهورية أذربيجان في إجراء الانتخابات والاستفتاءات في البلد، فضلاً عن الدعاية لأنشطة رئيس جمهورية أذربيجان.

## الغرض من ميزانية الدولة
الغرض من ميزانية الدولة لجمهورية أذربيجان هو ضمان جمع واستخدام الموارد المالية بالطريقة التي ينص عليها التشريع من أجل حل البرامج والمشاكل الاقتصادية والاجتماعية والاقتصادية الأخرى في البلاد، وتنفيذ مهام الدولة. تتكون ميزانية الدولة لجمهورية أذربيجان من الدخل والنفقات المركزية والإيرادات والنفقات المحلية وتتكون إيرادات ميزانية الدولة مما يلي:
- ضرائب الدولة
- المنح
- دخل آخر

يتم تنفيذ مجموعة من عائدات الموازنة العامة وفقا لقانون الضرائب لجمهورية أذربيجان وغيرها من القوانين التشريعية. الحد الأقصى لمقدار الإيرادات لا يقتصر على المؤشرات المعتمدة قانونا لميزانية الدولة. يتم إرجاع الضرائب والرسوم والمدفوعات الأخرى والإيرادات التي تتجاوز المبلغ المنصوص عليه في التشريع إلى تخفيض إيرادات ميزانية الدولة.